# Saint-Étienne-sur-Usson
Saint-Étienne-sur-Usson is een gemeente in het Franse departement Puy-de-Dôme (regio Auvergne-Rhône-Alpes) en telt 242 inwoners (2004). De gemeente maakt deel uit van het arrondissement Issoire.

## Geografie
De oppervlakte van Saint-Étienne-sur-Usson bedraagt 15,5 km², de bevolkingsdichtheid is 15,6 inwoners per km².
De onderstaande kaart toont de ligging van Saint-Étienne-sur-Usson met de belangrijkste infrastructuur en aangrenzende gemeenten.

## Demografie
Onderstaande figuur toont het verloop van het inwonertal (bron: INSEE-tellingen).